# Miquel Garriga
Pour les articles homonymes, voir Garriga et Roca.
Garriga  Roca est un nom espagnol. Le premier nom de famille, en général paternel, est Garriga ; le second, en général maternel, souvent omis, est Roca.
Miquel Garriga i Roca, né le 14 janvier 1808 à Alella et mort le 14 octobre 1888 à Barcelone, est un architecte catalan du XIXe siècle. 
On lui doit en particulier la construction de 1845 à 1847 du Grand théâtre du Liceu à Barcelone, sur La Rambla.

## Biographie
Miquel Garriga i Roca naît le 14 janvier 1808 au Masnou, dans un quartier désormais situé dans la ville d'Alella, dans le Maresme.
Issu d'une famille d'architectes et de professeurs, son grand-père est le créateur de l'église Sant Pere d'El Masnou. Il travaille sur le plan urbain de cette ville.
Il devient, après ses études, architecte municipal de la mairie de Barcelone.  Il participe au projet du plan de l'Eixample d'Ildefons Cerdà. 
Son œuvre la plus célèbre au niveau international est la construction de l'opéra barcelonais du Grand théâtre du Liceu (1845-1847).

## Postérité
Sa sépulture est située dans le célèbre cimetière du Poblenou de Barcelone.